# Pueblo de madera
Pueblo de madera es una película mexicana dirigida por Juan Antonio de la Riva y protagonizada por Angélica Aragón, Gabriela Roel, Alonso Echánove, Mario Almada y Dolores Heredia. Es el tercer largometraje del cineasta oriundo de San Miguel las Cruces, Durango, donde ya había documentado la vida de su pueblo natal en un cortometraje titulado Polvo vencedor del sol y en su primer largometraje Vidas errantes.

## Argumento
San Miguel de las Cruces es un pueblo maderero, en la sierra norte de México. José Luis y Juan José son amigos que estudian el último año de la primaria, en sus últimas vacaciones, ya que uno de ellos emigrará a la ciudad, se recrea la vida del pueblo: jornadas de trabajo, la diversión del cine, amores, desencantos, bailes, etc. Ambos niños son cinéfilos, por lo cual la crítica comparó la cinta con Cinema Paradiso.

## Producción
El rodaje inició el 28 de diciembre de 1989 en los Estudios Churubusco. Tuvo como locaciones la carretera vieja a Cuernavaca y las poblaciones El Salto, El Mildiez, Llano Grande y Chupadero en el estado de Durango. 

## Reparto
- Alonso Echánove como Aurelio
- Gabriela Roel como Marina
- Ignacio Guadalupe como Nino
- Jair de Rubín como José Luis
- Ernesto Jesús como Juan José
- Angélica Aragón como dueña de tienda
- José Carlos Ruiz como don Pancho

## Recepción
El estreno se realizó el 25 de abril de 1991 en los cines: Variedades, Galerías 2, Géminis 2, Elektra, Pecime y Tlatelolco.

## Premios
La película obtuvo el Heraldo por Mejor Fotografía; el Ariel (1991) a la Escenografía; 3er Coral y Coral (1990) al Mejor Guion en el Festival Internacional de Nuevo Cine Latinoamericano de La Habana, Cuba; obtuvo una Mención Especial del Jurado y Premio Radio Exterior Española en la XVL Edición del Festival de Cine Iberoamericano de Huelva (España).